# Alfred Burgsmüller
Alfred Burgsmüller (* 6. Februar 1914 in Oberhausen; † 4. Januar 1996 in Berlin) war ein deutscher evangelischer Pastor und Theologe.

## Leben und Tätigkeiten
Während des Studiums der Evangelischen Theologie in Tübingen  wurde Burgsmüller Mitglied der liberalen Tübinger Burschenschaft Derendingia.
Als junger Pfarrer war er engagiert in der Bekennenden Kirche. Aus dem Zweiten Weltkrieg kehrte er mit erheblichen Verwundungen zurück. 1951 wurde er in Marburg mit der von Rudolf Bultmann betreuten Dissertation Der am ha-'areş zur Zeit Jesu  promoviert. Nach der Tätigkeit als Pastor in Castrop-Rauxel-Ickern und Studiendirektor wurde er 1960 Leiter des neu errichteten Predigerseminars Essen der Evangelischen Kirche im Rheinland, an dem von 1960 bis 1997 die theologischen Vikare und Vikarinnen ausgebildet wurden.
1971 wurde er zum Oberkirchenrat in der Kirchenkanzlei der Evangelischen Kirche der Union (EKU) berufen.

## Veröffentlichungen
- Theologenausbildung im Kirchenkampf. In: Kirchlicher Dienst und theologische Ausbildung. S. 177 – 202. Festschrift für Präses Heinrich Reiß.  Hrsg. von Helmut Begemann und Carl-Heinz Ratschow. Bielefeld: Luther-Verlag 1985. ISBN 3-7858-0293-5.

als Hrsg.:
- Die Wüste jubelt in Davids Land. Junge Menschen erleben das heutige Israel. Quell, Stuttgart 1968.
- Zum politischen Auftrag der christlichen Gemeinde (Barmen II). Votum des Theologischen Ausschusses der Evangelischen Kirche der Union. Mohn, Gütersloh 1974.
- mit Reinhard Frieling: Amt und Ordination im Verständnis evangelischer Kirchen und ökumenischer Gespräche. Mohn, Gütersloh 1974.
- mit Rainer Bürgel: Die Arnoldshainer Konferenz. Ihr Selbstverständnis. Luther-Verlag, Bielefeld 1974; 21978.
- Kirche als „Gemeinde von  Brüdern“ (Barmen III). Bd. 1: Vorträge aus dem Theologischen Ausschuss der Evangelischen Kirche der Union. 2: Votum des Theologischen Ausschusses der Evangelischen Kirche der Union. Mohn, Gütersloh 1980/81 (und weitere Auflagen).
- mit Rudolf Weth: Die Barmer Theologische Erklärung. Einführung und Dokumentation. Neukirchener, Neukirchen-Vluyn 1983; 51995.